# Willem I-sluis

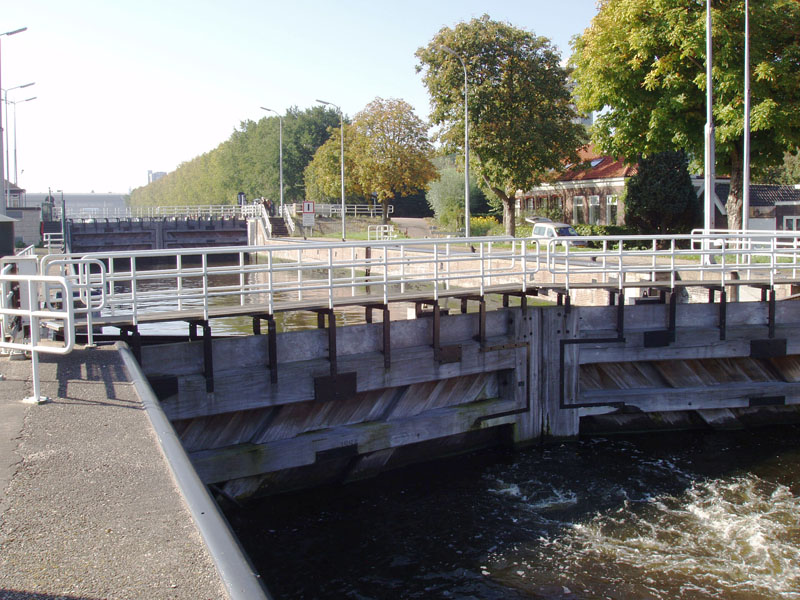
De Willem I-sluis, gezien in zuidelijke richting.

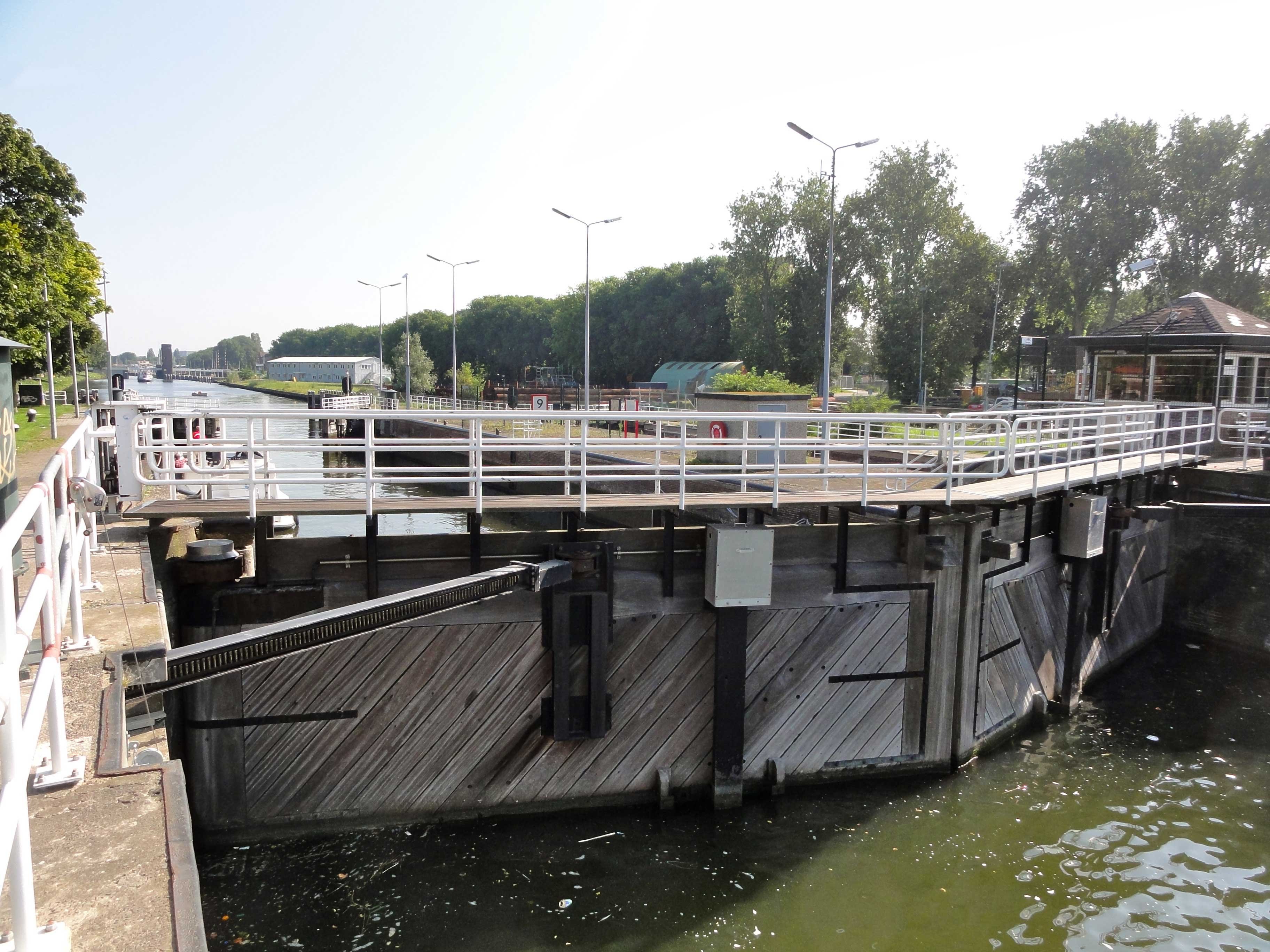
De Willem I-sluis, gezien in noordelijke richting.

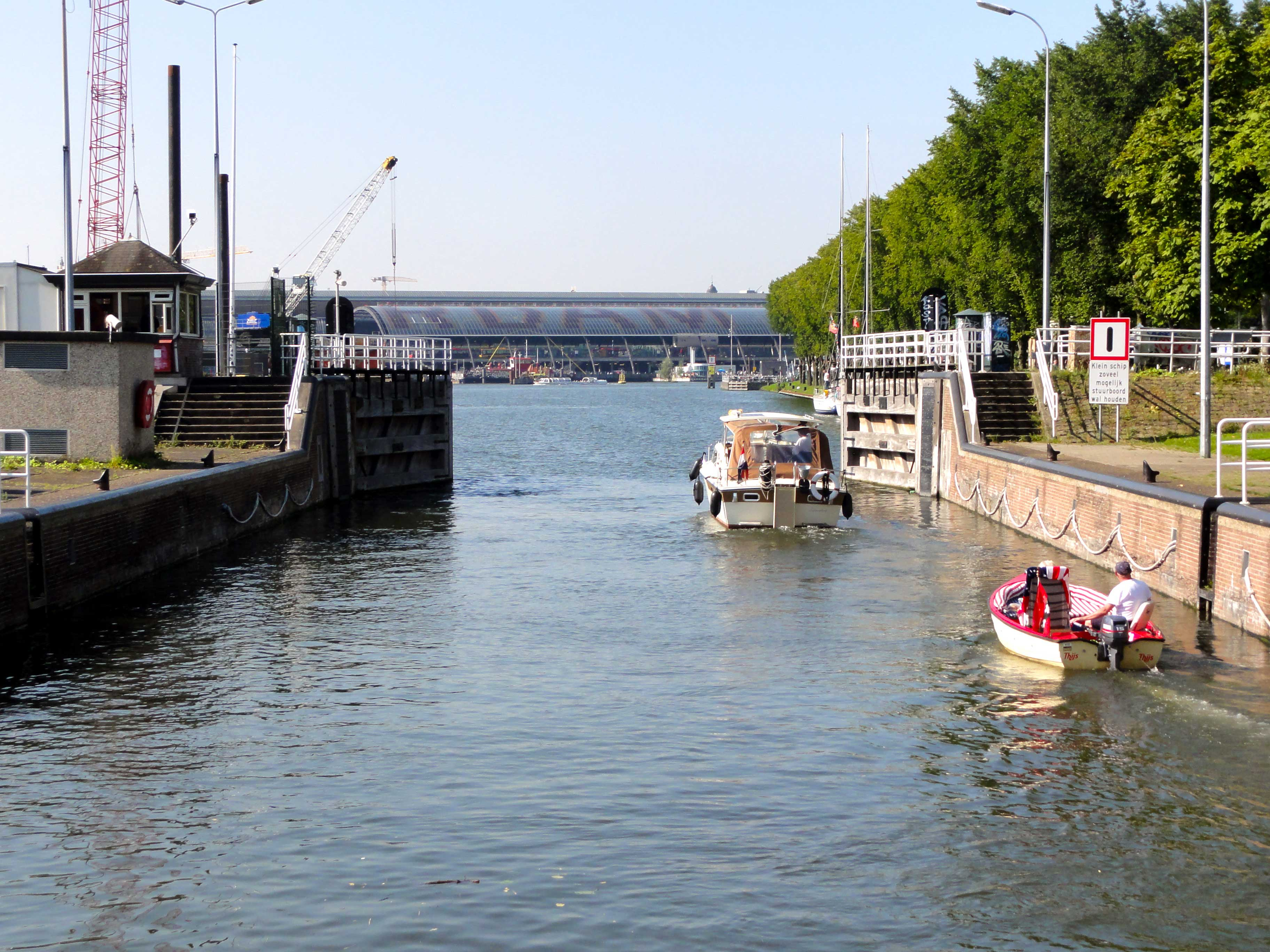
De Willem I-sluis, gezien in zuidelijke richting.

De Willem I-sluis is een schutsluis in Amsterdam-Noord die de verbinding vormt tussen het IJ en het zuidelijke begin van het Noordhollandsch Kanaal. De officiële naam is 'Schutsluis Willem I'. De Willem I-sluis bevindt zich recht tegenover het Centraal Station. De sluis is gebouwd in 1824 naar plannen van Jan Blanken als eerste onderdeel van het te graven kanaal tussen Amsterdam en Den Helder. Het project werd op 13 december 1824 in gebruik genomen. Naast de sluis in Amsterdam waren er ook nog schutsluizen bij Purmerend, Zijpe en bij Den Helder. Te Koegras-Zijpe bij de Jacob Klaasjesluis en te Buiksloot waren zogenaamde doorvaartsluizen (keersluizen) aanwezig.
Mogelijk waren de Willem I sluis en de sluis te Purmerend de eerste dubbele schutsluizen van Nederland.
Ten behoeve van het toegenomen verkeer kwam naast de bestaande sluis veertig jaar later de Willem III-sluis tot stand. Deze, aanmerkelijk ruimere sluis, bezat halverwege de kolk nog een stel deuren, opdat men voor kleine schepen slechts de halve kolk hoefde te gebruiken. Kort daarop volgde renovatie van de oude Willemsluis (1865-'68).
De sluis is uitgevoerd met twee kolken: een grote kolk en een kleine kolk. De grote sluis had oorspronkelijk een nuttige ruimte van 56,86 x 15,59 meter; na de renovatie werd dat 65,08 bij 14,75 meter. De kleine sluis mat oorspronkelijk 17,92 x 5,12 meter. Dit werd na de renovatie 50,25 x 5,3 meter. De grote kolk van de sluis is tot op de dag van vandaag in gebruik voor het schutten van beroeps- en recreatievaart. De kleine kolk bezat vanaf de bouw tot de renovatie in 1865 een stel waaierdeuren. Men bezat alzo de mogelijkheid om met deze sluis te spuien. Bij de renovatie zijn de waaierdeuren te komen vervallen. De kleine kolk doet sinds 1992 geen dienst meer en is in verval geraakt. Sinds 1995 is het beheer van het Noordhollandsch Kanaal en de Willem I-sluis overgedragen van het Rijk naar de provincie Noord-Holland.
De provincie heeft naar aanleiding van de recentelijke toekenning van de status als rijksmonument (in 2009) besloten de kleine kolk te restaureren, en in de toekomst weer in gebruik te nemen voor het schutten en spuien. Daarnaast wil de provincie de gehele Willem I-sluis in de toekomst op afstand kunnen bedienen.